# Duitse Rijksdagverkiezingen december 1924
De Rijksdagverkiezingen van december 1924 werden op 7 december 1924 in Duitsland gehouden en resulteerden voor het eerst in acht jaar in winst voor de Sociaaldemocratische Partij van Duitsland (Sozialdemokratische Partei Deutschlands). Winst was er ook voor de conservatieve Duitse Nationale Volkspartij (Deutschnationale Volkspartei). Er was ook lichte winst voor de gematigde partijen (DVP, ZENTRUM, DDP, BVP). Verlies was er onder andere voor de Communistische Partij van Duitsland (Kommunistische Partei Deutschlands) en de nationaalsocialistische partijen (w.o. de NSDAP) verenigd in de Nationaalsocialistische Vrijheidsbeweging (Nationalsozialistische Freiheitsbewegung).
De reden dat de rijksdagverkiezingen van december 1924 zo kort op de Rijksdagverkiezingen van mei 1924 volgden had te maken met de val van het kabinet-Marx II.

## Uitslag
| Partij | %     | zetels    |
| --- | ----- | --------- |
| Sociaaldemocratische Partij van Duitsland (Sozialdemokratische Partei Deutschlands) | 26,0% | 131 (+31) |
| Duitse Nationale Volkspartij (Deutschnationale Volkspartei) | 20,5% | 103 (+8)  |
| Duitse Centrumpartij (Deutsche Zentrumspartei) | 13,6% | 69 (+4)   |
| Duitse Volkspartij (Deutsche Volkspartei) | 10,1% | 51 (+6)   |
| Communistische Partij van Duitsland (Kommunistische Partei Deutschlands) | 8,9%  | 45 (-17)  |
| Duitse Democratische Partij (Deutsche Demokratische Partei) | 6,3%  | 32 (+4)   |
| Beierse Volkspartij (Bayerischer Volkspartei) | 3,7%  | 19 (+3)   |
| Nationaalsocialistische Vrijheidspartij (Nationalsozialistische Freiheitspartei) Nationaalsocialistische Vrijheidsbeweging (Nationalsozialistische Freiheitsbewegung) Nationaalsocialistische Duitse Arbeiderspartij (Nationalsozialistische Deutsche Arbeiterpartei) | 3,0%  | 14 (-18)  |
| Economische Partij van de Duitse Middenstand (Wirtschaftspartei des Deutschen Mittelstandes) | 2,3%  | 12 (+5)   |
| Landbond (Landbund) | 1,6%  | 8 (-2)    |
| Beierse Boeren- en Middenstandsbond (Bayerischer Bauern- und Mittelstandsbund) | 1,0%  | 5 (+2)    |
| Duits-Hannoveraanse Partij (Deutsch-Hannoversche Partei) | 0,9%  | 4 (-1)    |
| Overigen | 2,1%  | 0 (-)     |
| Bron: dhm.de |       |           |
| Totaal | 100%  | 493       |